# Songs from the Sparkle Lounge
Songs from the Sparkle Lounge (engl. für: „Lieder aus dem funkelnden Wohnzimmer“) ist das zehnte Studioalbum der britischen Hard-Rock-Band Def Leppard. Es ist das erste Album mit bandeigenen Kompositionen seit X, das 2002 erschienen war.

## Hintergrund
Def Leppard hatte 2006 mit Yeah! ein Studioalbum veröffentlicht, das ausschließlich Coverversionen von Liedern anderer Interpreten, vornehmlich solchen, von denen die Mitglieder von Def Leppard musikalisch beeinflusst wurden, enthielt. Das Album erreichte Platz 16 in Großbritannien, Platz 52 in den USA sowie Platz 73 in den deutschen Charts.
Für Songs from the Sparkle Lounge beschritt die Gruppe einen für sie neuen Weg: Auf der Tournee im Jahr 2007 richtete die Roadcrew im Backstage-Bereich am jeweiligen Auftrittsort einen Raum ein, der mit funkelnden Lichtern Räucherstäbchen, Kerzen und Aufnahmegeräten ausgestattet war und von der Band wegen der funkelnden Lichter „Sparkle Lounge“ genannt wurde. Dort trafen sich die Gruppenmitglieder, um an neuen Songs zu arbeiten. Die Musiker hatten bis dahin noch nie neues Material während einer Tournee geschrieben.
Der Country-Sänger Tim McGraw nahm für das Album ein Duett mit Joe Elliott auf, das den Titel Nine Lives bekam und als erste Single veröffentlicht wurde. Der Kontakt zu McGraw kam durch seinen Tourmanager Robert Savage, den Bruder des Def-Leppard-Bassisten Rick Savage, zustande. McGraw ist ein Fan von Def Leppard und hatte in der Vergangenheit bereits mit der Band in Los Angeles auf der Bühne gestanden und den Titel Pour Some Sugar on Me mit der Gruppe gesungen. Beim Konzert in Nashville 2007 kam McGraw zum Soundcheck und arbeitete anschließend in der „Sparkle Lounge“ mit der Band an Nine Lives. Zu diesem Titel sowie für die zweite Single, C’mon C’mon wurde auch je ein Videoclip gedreht.
Das Cover zeigt den Blick von einer Theaterbühne in den gefüllten Zuschauerraum. Die Zuschauer sind Bilder von bekannten Personen oder Kulturgütern, wie der Freiheitsstatue oder der Mona Lisa, außerdem werden viele aktuelle und alte Fotos der Bandmitglieder sowie der Gruppe nahestehenden Personen gezeigt. Weiterhin ist ein Dummy im Zuschauerraum zu sehen, außerdem ein über den übrigen Zuschauern schwebender Astronaut.
Das Album erschien in zwei Versionen: als einfaches CD-Album sowie als Deluxe-Edition in Buchform mit zusätzlicher DVD. Die DVD enthält einen Blick hinter die Kulissen mit Aufnahmen aus dem Studio, einen Audiokommentar sowie das Musikvideo zu Nine Lives. Die in Japan veröffentlichte CD enthielt das Lied Love in einer Pianoversion als Bonustrack.

## Titelliste
1. Go (Phil Collen, Joe Elliott) – 3:21
2. Nine Lives (Phil Collen, Rick Savage, Joe Elliott, Tim McGraw) – 3:32
3. C'mon C'mon (Rick Savage) – 4:09
4. Love (Rick Savage) – 4:18
5. Tomorrow (Phil Collen) – 3:35
6. Cruise Control (Vivian Campbell) – 3:04
7. Hallucinate (Phil Collen) – 3:17
8. Only the Good Die Young (Phil Campbell) – 3:34
9. Bad Actress (Joe Elliott) – 3:04
10. Come Undone (Joe Elliott) – 3:33
11. Gotta Let It Go (Vivian Campbell) – 3:55

## Rezeption
Die Website whiskey-soda.de urteilte zum Album:

„Leider zündet "Songs from the Sparkle Lounge" auch beim dritten Hören nicht richtig. Vergleicht man den Longplayer mit "X", dann kann man tatsächlich sagen, dass Def Leppard wieder richtig rocken. Eine ansatzweise Rückkehr zum alten Arena-Rock ist da. Aber da wäre mehr drin gewesen. Immerhin verbucht der Fünfer aus Sheffield ein weiteres Poprock-Album, das man wunderbar durchlaufen lassen kann, bei dem man auch gern mal mitwippt. Aber Hymnen im Stile der Klassiker "Pour Some Sugar on Me", "Foolin’" oder "Animal" sind weiterhin rar gesät. "Songs from the Sparkle Lounge" ist daher nur ein Schritt in die richtige Richtung.“

In eine ähnliche Kerbe schlug die Rezensentin Jenny Rönnebeck in ihrer Review im Magazin Rock Hard:

„"Songs from the Sparkle Lounge" klingt allerdings erfreulich rockig und hat glücklicherweise keine extreme Seventies-Schlagseite, wie nach dem Coveralbum Yeah zu befürchten war. Mit den ersten drei Tracks ist den Briten ein grandioser Mix aus alten (Nine Lives) und neuen (Go, C’mon C’mon) Leppard geglückt, bevor die von männlichen Wesen kollektiv verachtete und für die Briten in der Tat etwas schwächere, Queen-artige Bombast-Ballade Love erst mal Tempo rausnimmt. Mit dem Leppard-typischen Gute-Laune-Rocker Tomorrow, dem hitverdächtigen Hallucinate, dem poppigen Only the Good Die Young, dem fetzigen Bad Actress und dem Bon-Jovi-mäßigen Gotta Let It Go zeigen Sänger Joe Elliott und seine Kollegen dann, dass sie nach etlichen Jahren endlich wieder Lust auf fette Riffs, laute Gitarren und Flitzefinger-Soli haben, die zwar in den Augen von Nostalgikern immer noch nicht ganz an die Qualität der Weltklasse-Alben aus den 80ern rankommen, aber trotzdem einen festen Platz im CD-Schacht aller Hardrock-Fans verdient haben.“

## Gastmusiker
- Tim McGraw – Gesang auf „Nine Lives“